# Eurema senegalensis
Eurema senegalensis é uma borboleta da família Pieridae. Ela é encontrada na Guiné, Serra Leoa, Libéria, Costa do Marfim, Gana, Togo, Benin, Nigéria, Camarões, Guiné Equatorial, República do Congo, na República Democrática do Congo, a oeste do Uganda, oeste do Quénia, Tanzânia e Zâmbia. O habitat é constituído por florestas.
As larvas alimentam-se de Hypericum aethiopicum, de Acácia, de Cássia (incluindo Cassia mimosoides) e Albizia gummifera